# Lý Diên Thọ
| Nhị thập tứ sử | Nhị thập tứ sử | Nhị thập tứ sử              | Nhị thập tứ sử |
| -------------- | -------------- | --------------------------- | -------------- |
| STT            | Tên sách       | Tác giả                     | Số quyển       |
| 1              | Sử ký          | Tư Mã Thiên                 | 130            |
| 2              | Hán thư        | Ban Cố                      | 100            |
| 3              | Hậu Hán thư    | Phạm Diệp                   | 120            |
| 4              | Tam quốc chí   | Trần Thọ                    | 65             |
| 5              | Tấn thư        | Phòng Huyền Linh (chủ biên) | 130            |
| 6              | Tống thư       | Thẩm Ước                    | 100            |
| 7              | Nam Tề thư     | Tiêu Tử Hiển                | 59             |
| 8              | Lương thư      | Diêu Tư Liêm                | 56             |
| 9              | Trần thư       | Diêu Tư Liêm                | 36             |
| 10             | Ngụy thư       | Ngụy Thâu                   | 114            |
| 11             | Bắc Tề thư     | Lý Bách Dược                | 50             |
| 12             | Chu thư        | Lệnh Hồ Đức Phân (chủ biên) | 50             |
| 13             | Tùy thư        | Ngụy Trưng (chủ biên)       | 85             |
| 14             | Nam sử         | Lý Diên Thọ                 | 80             |
| 15             | Bắc sử         | Lý Diên Thọ                 | 100            |
| 16             | Cựu Đường thư  | Lưu Hú (chủ biên)           | 200            |
| 17             | Tân Đường thư  | Âu Dương Tu, Tống Kỳ        | 225            |
| 18             | Cựu Ngũ Đại sử | Tiết Cư Chính (chủ biên)    | 150            |
| 19             | Tân Ngũ Đại sử | Âu Dương Tu (chủ biên)      | 74             |
| 20             | Tống sử        | Thoát Thoát (chủ biên)      | 496            |
| 21             | Liêu sử        | Thoát Thoát (chủ biên)      | 116            |
| 22             | Kim sử         | Thoát Thoát (chủ biên)      | 135            |
| 23             | Nguyên sử      | Tống Liêm (chủ biên)        | 210            |
| 24             | Minh sử        | Trương Đình Ngọc (chủ biên) | 332            |
| -              | Tân Nguyên sử  | Kha Thiệu Mân (chủ biên)    | 257            |
| -              | Thanh sử cảo   | Triệu Nhĩ Tốn (chủ biên)    | 529            |

Lý Diên Thọ (chữ Hán: 李延寿; bính âm: Lǐ Yán Shòu; không rõ năm sinh năm mất) là nhà sử học thời Đường của Trung Quốc, tự La Linh, nguyên quán ở Lũng Tây (nay thuộc huyện Lâm Thao tỉnh Cam Túc), tổ tiên đời đời cư ngụ ở Tương Châu. Ông là con trai của sử gia Lý Đại Sư.
Cha ông là Lý Đại Sư (李大師) (570 - 628), tự Quân Uy là nhân sĩ vào thời Tùy, Đường, từng giữ chức Lễ Bộ Thị Lang phục vụ dưới trướng chính quyền nước Hạ của Đậu Kiến Đức cuối thời Tùy, sau Đậu Kiến Đức bị tiêu diệt, Lý Đại Sư phải lưu lạc sang Cam Túc lẩn tránh, sau được nhà Đường tha tội. Lý Đại Sư có ý tưởng và lập kế hoạch cho việc chấp bút viết bộ thông sử về thời kỳ Nam Bắc triều theo thể biên niên, ông phỏng theo thể lệ của bộ "Ngô Việt Xuân Thu" mà bắt đầu công việc thu thập tài liệu và biên soạn, nhưng viết được nửa chừng thì mắc bệnh chết vào khoảng năm 628. Trước khi lâm chung ông than rằng: "Ta biên soạn chưa xong, cũng vì do tuổi già sức yếu". Lý Diên Thọ tuân theo di huấn của cha tiếp tục thực hiện việc biên soạn bộ thông sử về thời kỳ Nam Bắc triều còn chưa hoàn thành này, 16 năm sau thì hoàn tất bộ Nam sử 80 quyển và Bắc sử 100 quyển. Năm 659 cả hai đều được công nhận là chính sử.
Ông từng phụng sự vua Thái Tông nhà Đường, được bổ nhiệm làm Thái Tử Điển Thiện Thừa, Sùng Văn Quán Học Sĩ. Tham gia vào việc biên soạn và tu sửa hai bộ sách sử khác là Tùy thư và Tấn thư, kiêm nhiệm chức Chủ bạ Ngự Sử Đài, Trực Quốc Sử. Cuối cùng đảm nhận chức Phù Tỷ Lang, kiêm nhiệm việc tu sửa quốc sử, chẳng bao lâu sau thì qua đời. Ngoài Bắc sử và Nam sử, ông còn biên soạn cuốn "Thái Tông Chính Điển" gồm 30 quyển.